# Biblioteca de Literatura Afrocolombiana
La Biblioteca de Literatura Afrocolombiana es una colección de novelas, cuentos, poesía, narración oral y ensayos representativos de la literatura afrocolombiana reunida en 18 tomos y lanzada en 2010 por el Ministerio de Cultura de Colombia.

## Contexto histórico
La Biblioteca fue publicada con motivo de los 200 años de la Independencia de Colombia, con los propósitos de resignificar el concepto de diversidad y el canon de la literatura nacional, visibilizar los procesos escriturarios de resistencia cultural de algunos de los autores afrocolombianos más destacados.
El principal público era la población afrodescendiente. Se tenía previsto llevar a cabo los procesos de apropiación y socialización de la biblioteca con el fin de darles a conocer la riqueza cultural y sus aportes en la construcción de nación.

## Antecedentes
Laurence E. Prescott, en su artículo Evaluando el pasado, forjando el futuro: estado y necesidades de la literatura afrocolombiana, publicado en 1999, plantea que la literatura afrocolombiana no goza de amplio reconocimiento dentro del país y sugiere la creación de una bibliografía específica de la obra de autores afrocolombianos. Menciona también que el único intento del que tiene conocimiento para la época del escrito es una antología de autores negros inédita realizada por el antropólogo Rogerio Velásquez. Una de las hipótesis que maneja para la falta de estudio y divulgación es que hay un temor en insistir en una identidad negra, pues esto podría llevar a un pensamiento separatista. Afirma que “la literatura de Colombia, se dice, es única y unida, como su pueblo”
Dentro de su escrito, destaca a Candelario Obeso como “el primero que proyectó proyectar dentro de la poesía nacional una presencia afrocolombiana íntegra y orgullosa” y a Jorge Artel, con su obra Tambores en la noche, como el escritor afrocolombiano que “se atrevió a enfrentar plenamente —sin vergüenza ni odio— la situación histórica y la herencia cultural de África en Colombia” Destaca también a Helcías Martán Góngora y a Hugo Salazar Valdés, entre otros, como voces del coro de la literatura afrocolombiana. A pesar de esto, aclara que dichos autores apenas si son brevemente mencionados en las antologías de literatura, y que solo las obras de algunos de estos autores han sido objeto de libros.
Otro de los puntos que toma es la necesidad de investigar la producción literaria de mujeres afrocolombianas. Al respecto, menciona que las pequeñas tiradas o la falta de publicidad impiden que las obras y sus autoras sean conocidas.
Su conclusión es “Identificar los escritos de autores afrocolombianos, divulgar y ponerlos en circulación e incorporarlos en el currículum escolar y universitario, son medidas necesarias para afirmar la literatura afrocolombiana, realzar la cultura multiétnica de Colombia y asegurarles un futuro más prometedor.” (562)

## Autores Y Prologuistas
Los autores presentes en la Biblioteca son Gregorio Sánchez Gómez, Arnoldo Palacios, Manuel Zapata Olivella, Hazel Robinson Abrahams, Carlos Arturo Truque, Óscar Collazos, Lenito Robinson-Bent, Jorge Artel, Candelario Obeso, Hugo Salazar Valdés, Helcías Martán Góngora, Alfredo Vanín, Pedro Blas Julio Romero, Rómulo Bustos, Rogerio Velásquez y varias poetas afrocolombianas, entre las que se destacan Lucrecia Panchano, María Teresa Ramírez, Laura Victoria Valencia, Elcina Valencia, Ana Milena Lucumí Orosteguí y Mary Grueso. Las tres últimas forman parte del grupo de las Almanegras, título que reciben las poetas colombianas que han logrado la excelencia en su obra poética.
Los prologuistas son Jairo Henry Arroyo Reina, Óscar Collazos, Darío Henao Restrepo, Ariel Castillo Mier, Alejandro José López Cáceres, Claudine Banceline, Alfredo Vanín, Baudilio Revelo Hurtado, Camilo Revelo González, Carolina Revelo González, Javier Ortiz Cassiani, Lázaro Valdelamar Sarabia, Javier Ferrer Ruíz, Fabio Martínez, Cielo Patricia Puello Sarabia, Wilfredo Esteban Vega Bedoya, Juan Diego Mejía, Roberto Burgos Cantor, Guiomar Cuesta, Alfredo Ocampo, Germán Patiño y Alfonso Múnera.

## Temas

### Rituales mágico-religiosos
Según Jairo Henry Arroyo Reina, historiador docente de la Universidad del Valle, en La bruja de las minas Gregorio Sánchez da cuenta del “mapa sociocultural de las minas y [describe] de manera perfecta los rituales mágico-religiosos de la población negra y mestiza que trabajaba en las minas”. En la novela se contrapone el efecto de los brebajes de la bruja y los métodos del médico del caserío, donde se privilegia la creencia popular de la comunidad afro sobre el conocimiento occidental.

### Realismo mítico
Es una categoría creada por Manuel Zapata Olivella, que está presente en su obra más importante: Changó, el gran putas. Con esto se refiere a “una forma de interpretar los hechos históricos a través de la imaginación y del mito”, ya que mezcla la realidad de la mitología africana y la reconstrucción de la memoria de los pueblos afro. El realismo mítico da cuenta del aporte africano a la literatura de Zapata Olivella, en la que el autor busca mostrarle al lector latinoamericano el mundo africano del que proviene la población afro del continente.

### Negritud
La hija de Carlos Truque, la escritora Sonia Truque, señala que en los cuentos de su padre existe el cuestionamiento de la discriminación social y racial, la violencia y la presencia africana, es decir la negritud. En varios de sus cuentos en Vivan los compañeros se reivindican sujetos afrodescendientes que son marginados normalmente en la sociedad y, como en Zapata Olivella, resalta el tema de lo africano.

### Orfandad
El tema se aborda en Sobre nupcias y ausencias, y otros cuentos, de Lenito Robinson-Bent. El tema se aborda sin acudir al abandono total “debido al papel de padres que asumen los abuelos en sus cuentos –y en la vida real de las islas–, es una constante, pues los hombres se van por años o para siempre a remotos lugares, de los cuales no vuelven.”

### Memoria
El tema es abordado en Cuentos para dormir a Isabella para resaltar la importancia de la memoria colectiva para todos los pueblos, especialmente para aquellos que han sido marginados y que intentan entender y visibilizar su lugar en el mundo. Los compiladores de este tomo mencionan que ya libres los esclavos negros, la voz fue una suerte de bálsamo y de forma de traer a la memoria la base cultural de la raza negra y de volver a su origen, a la vez que resaltan el papel de los mayores en la construcción de memoria colectiva.

### Visibilidad
Los bogas del Magdalena son los protagonistas en Cantos populares de mi tierra y su lugar es de suma importancia en la poesía de Candelario Obeso, ya que “mientras que en la pluma de los otros escritores del siglo XIX esos pobladores eran asimilados al paisaje agreste a la espera de la redención del yo letrado y civilizador, en la escritura de Obeso son valorados conforme a sus propios referentes culturales, son seres humanos con visiones propias de la vida y de sí mismos que no están todo el tiempo esperando la influencia redentora del hombre blanco”. Por lo tanto, es también la visibilización de una población que había estado marginada en la literatura.

### Mar negro
Según el escritor Alfredo Vanín, Helcías Martán Góngora denominó a su poética como Mar negro. Esta se refiere al sufrimiento y lamentaciones del hombre negro en el contexto urbano y la poetización del pacífico, líneas temáticas que aparecen las obras Evangelios del hombre y del paisaje y Humano litoral.

### Resistencia
Pedro Blas Julio Romero trata el tema a lo largo de su obra: “la aprehensión del arquetipo de la libertad será el elemento central deconstructivo del relato oficial”; además, la resistencia es otro de sus temas recurrentes y la memoria “será el eje integrador recurrente”.
En No give up, maan!, también se aborda el tema de la resistencia desde la historia de la comunidad raizal.

### Negredumbre
Rogerio Velásquez, a través de sus ensayos de historia, etnografía y literatura, acuñó el término negredumbre, una categoría sociológica que se refiere a “la masa de negros que son objeto de su investigación, en una audacia semántica que relaciona negros con muchedumbre”, especialmente refiriéndose a la población del Chocó. Este término fue utilizado por Manuel Zapata Olivella en sus escritos. Sin embargo, afirma Germán Patiño, “extraña también que luego del aporte de Velásquez y las aclaraciones de Zapata el concepto se haya perdido y no sea tenido en cuenta por los investigadores de la afrocolombianidad”. Por el contrario, la academia se ha apropiado de conceptos traídos desde otros países sin tener en cuenta este término surgido en Colombia.

### Identidad
Hazel Robinson aborda el tema en No give up, maan! En esta novela, el protagonista recupera los sentimientos de identidad y pertenencia que surgen de la memoria común y reivindica la lengua, la música y las creencias, pues defender su cultura es lo que lo vuelve un ser digno.
En Tambores en la noche, la identidad se inscribe dentro de las raíces étnicas y los conflictos del hombre negro. Artel propone una identidad individual y una colectiva que adquieren valor en el ancestro, y que son tipo étnico y también histórico. Resalta además el elemento negro como acompañante de otras bases étnicas que construyen otro tipo de identidad. Finalmente, menciona las dos posiciones desde las que se aborda la identidad: el dolor-nostalgia y la rebelión.
En la obra de Hugo Salazar Valdés también se ve el reflejo de su búsqueda de identidad afrodescendiente al tiempo que explora su propia identidad poética.
En los Poemas de calle de Pedro Julio Blas Romero se cuestiona la identidad americana y el relato histórico oficial.

### Música
En la obra de Jorge Artel está presente este aspecto, presentado por el prologuista como la edificación con imágenes sonoras. En él, se destaca el uso de imágenes relacionadas directamente con el humano (la voz, el canto, el grito, el llanto, entre otras) e indirectamente (instrumentos musicales y sonidos de la naturaleza, entre otras), todo lo anterior tratado desde la cotidianidad del hombre Caribe, sus espacios, el dolor de la raza negra y la memoria.
En la primera parte de los textos compilados en Por los senderos de sus ancestros. Textos escogidos: 1940-2000, de Manuel zapata Olivella, trata temas relativos al folclor nacional, la literatura, la política o problemas sociales. Por ejemplo, el artículo «El porro conquista a Bogotá», menciona a este ritmo como fundamental en la formación de la nación. El prologuista de este tomo comenta que Manuel Zapata Olivella intentaba identificar los orígenes étnicos y raciales de algunas manifestaciones artísticas propias del folclor colombiano y mostrar que todas las músicas nacionales, a pesar de parecer extrañas entre ellas, tienen un aire común: las raíces negras, indígenas.
Rogerio Velázquez también aborda el tema en algunos de los ensayos recogidos en Ensayos escogidos

### Oralidad
El tema es abordado en la obra de Artel Tambores en la noche. Señala Luis Ferrer en su prólogo que en la obra de Artel se manifiesta de tres formas. La primera manifestación se da con contenidos de leyendas, rituales, presagios, coplas, entre otros. La segunda manifestación de oralidad es la forma de conversación presente. En Artel, generalmente los interlocutores son pares, es decir, miembros de su misma raza y establecen contacto de tipo empático o antagónico. La tercera manifestación es el habla popular, en la que se usan expresiones cotidianas de interacción propias del Caribe. Para este caso, se presentan rasgos de la pronunciación caribeña, como la elisión de algunas consonantes.
Este tema también es de importancia en Changó, el gran putas. Menciona el prologuista que la novela es “un ambicioso reto por reintroducir a los lectores latinoamericanos dentro de una visión africana del mundo [por medio de] recursos narrativos que recuerdan ese mundo, especialmente el de la oralidad, marco por excelencia de la comunicación en África y la de sus herederos en el nuevo continente”.
En los cuentos de Óscar Collazos, se destaca su disposición para tomar las particularidades del lenguaje oral y sus registros más populares, lo que muestra su tendencia temporal a experimentar.

### Nacionalismo literario
Manuel Zapata Olivella abordó ampliamente este tema en sus escritos. Zapata defendía la nueva literatura que llegaba con los escritores de provincia y la fuerza que veía llegar con obras que destacaban la realidad local, los personajes y las formas de habla popular. Destaca el prologuista de Por los senderos de sus ancestros. Textos escogidos: 1940-2000 que “De igual manera, nadie defendió mejor que él y ayudó a divulgar más allá de nuestras fronteras el arte y la cultura popular colombiana, tradicionalmente despreciados por los comentaristas cultos, pese a que ahora se habla mucho de su calidad e importancia para el progreso espiritual de la nación. Y lo hizo una y otra vez en congresos internacionales, como profesor invitado a universidades norteamericanas y europeas […] Desde las editoriales de Letras Nacionales, que también aparecen recopiladas en esta colección, proponía, según Múnera, batallar por la joven literatura colombiana y defender el nacionalismo literario. En palabras de Zapata “con estas palabras deseamos aludir al amor por lo propio, la autenticidad y la fidelidad de los temas terrígenos.”. Cuatro puntos se convirtieron en aspectos centrales de su labor en la revista: la falta de una crítica literaria y artística seria, la defensa del arte y la cultura de los que él llamaba analfabetos o semianalfabetos, la denuncia del racismo y la exaltación de lo negro e indígena, y la intención de hacer de la revista un espacio para jóvenes escritores.

## Géneros

### Novela
Tomo I: La bruja de las minas. Esta novela fue escrita en Cali, en 1938, pero salió al mercado hasta 1947. Está compuesta por 20 capítulos [Para consulta abierta en línea, haga clic acá]
Tomo II: Las estrellas son negras. Esta novela fue escrita en 1948 y está dividida en cuatro libros: Hambre, Ira, Nive y Luz interior.[Para consulta abierta en línea, haga clic acá]
Tomo III: Changó, el gran putas. Esta novela, publicada en 1983, está dividida en cinco partes: Los orígenes, que está compuesta por La tierra de los ancestros, La trata y La alargada huella entre dos mundos; El muntu americano, compuesta por Nacido entre dos aguas, Hijos de Dios y la Diabla y ¡Cruz de Elegba, la tortura camina!; La rebelión de los vodús, compuesta por Hablan los caballos y sus jinetes, El tambor de Bouckman y Libertad o muerte; Las sangres encontradas, compuesta por Simón Bolívar: Memoria del olvido, José Prudencio Padilla: Guerras ajenas que parecen nuestras, El Aleijadinho: Donde quiera que tus manos sin dedos dejen la huella de tu espíritu y José María Morelos: El llamado de los ancestros olmecas; Los ancestros combatientes, compuesta por El culto a los ancestros, Los fabricantes de centellas, La guerra civil nos dio la libertad, la libertad nos devolvió a la esclavitud y ¡Oye: los orichas están furiosos. [Para consulta abierta en línea, haga clic acá]
Eduard Arriaga Arango, en su escrito I and I: vida, muerte y libertad en Changó el gran putas de Manuel Zapata Olivella, hace un análisis de la novela a partir de una lectura “desnuda”, sugerida por el mismo Zapata Olivella. Plantea en Changó una visión de la muerte como libertad, vida y saber surgida a partir de la forma mítica africana de la muerte y de sus transformaciones en el continente americano. La muerte la propone como el medio que tiene el negro para crear e innovar en su forma de existir. Además, la muerte relacionada con la libertad: “Aquí Zapata Olivilla nos permite pensar que el problema de la libertad del negro dependió, depende y dependerá del autorreconocimiento que tenga para posibilitar o superar –si es necesario- el reconocimiento de los demás.” La idea de libertad está estrechamente ligada aquí a la recuperación de la dignidad a partir del reconocimiento de las creencias tradicionales.
Este escrito exalta el aporte de Manuel Zapata a la visibilización de lo afro, aunque reitera que la obra ha sido una obra excluida y olvidada por los expertos. Además, menciona que hay pocas producciones y aún menos crítica literaria de novelas con temáticas similares, y señala su preocupación por la falta de posibilidades de visibilización para muchos autores.
Tomo IV: No give up, maan! No te rindas. Esta novela está compuesta por 13 capítulos. Fue publicada por primera vez en 2002 por la Universidad Nacional de Colombia. Esta edición de la Biblioteca de Literatura Afrocolombiana incluye las versiones en español e inglés. [Para consulta abierta en línea, haga clic acá]
Según María Teresa Garzón, de la Universidad Ciencias y Artes de Chiapas, en la novela de Hazel Robinson Abrahams se representa una versión del mestizaje que se relaciona con las versiones presentes en Colombia, en el siglo XIX. En la novela se narra la historia del romance entre un mulato y una inglesa, que se convierte en “el símbolo del mestizaje como camino y representación colectiva de una región” (Banco de la República, en línea, citado de Garzón, 2015, 34). Sin embargo, a pesar de que parece haber una preeminencia por el blanqueamiento en el deseo del mestizaje, esto se cuestiona a través del racismo y la violencia que esto conlleva y se muestra una versión que Garzón llama subalterna del término.

### Cuento
Tomo V: Vivan los compañeros. Cuentos completos. Este libro está compuesto por 25 cuentos. En 1954, el cuento “Vivan los compañeros” ganó el tercer premio, otorgado por la Asociación de Escritores y Artistas de Colombia. [Para consulta abierta en línea, haga clic acá]
Según Benita J. Clarke, “los cuentos de Truque suelen ubicarse bajo la rúbrica del neorrealismo”. Esta categoría reaccionaría contra expresiones fantásticas, lo surreal y lo real mágico. En sus personajes existen características marcadas como su pertenencia a la clase media baja, marginados, pobres y presos de situaciones difíciles en la sociedad.
Tomo VI: Cuentos escogidos. Esta edición incluye 39 cuentos. La fuerza de la obra cuentística de Collazos proviene de su propia experiencia, según Alejandro López Cáceres.  [Para consulta abierta en línea, haga clic acá]
Tomo VII: Sobre nupcias y ausencias y otros cuentos. Según la BLAA, la publicación de sus cuentos “Sobre nupcias y ausencias” se realizó en 1988, inaugurando el principio de la literatura isleña, producida por un autor nativo. [Para consulta abierta en línea, haga clic acá]
Tomo VIII: Cuentos para dormir a Isabella. Tradición oral afropacífica colombiana''. Este volumen está conformado por 51 cuentos. A excepción del cuento Los tres hermanitos, los cuentos tienen una ilustración a color hecha por la misma persona que los contó. Las ilustraciones están reunidas al principio del volumen. [Para consulta abierta en línea, haga clic acá]

### Poesía
Tomo IX: Cantos populares de mi tierra. Secundino el zapatero''. Cantos populares de mi tierra es un conjunto de poemas publicados en 1877. Según, el prologuista de este volumen, es la obra más representativa de Candelario Obeso y por la que se le reconoce más en la crítica literaria. Gracias a Cantos populares de mi tierra, Obeso sería el primer poeta moderno de la literatura colombiana por su manejo del lenguaje poético e innovación lingüística.  [Para consulta abierta en línea, haga clic acá]
Tomo X: Tambores en la noche. Este volumen incluye 43 poemas, una sección dedicada al vocabulario, una anotación dedicada a las ediciones hechas de esta obra y un anexo con opiniones de intelectuales de la época sobre la obra de Artel. [Para consulta abierta en línea, haga clic acá]
Tomo XI: Evangelios del hombre y del paisaje. Humano litoral. Evangelios del hombre y del paisaje fue publicado en 1944. Está escrito en prosa poética. Humano litoral fue publicado en 1954. Según Alfredo Vanín, cada de una de las ediciones fueron transcritas con algunas correcciones para adaptar la escritura al español moderno, de la mano del prologuista y el sobrino del escritor.[Para consulta abierta en línea, haga clic acá]
La poesía de Helcías Martán Góngora está habitada del mar, pero también de la presencia del hombre negro, como en Humano litoral, según Alfonso Martán Bonilla. En muchos de sus poemas existe un registro del habla del hombre negro representada en: la eliminación de sílabas o fonemas, la asimilación de fonemas y la prótesis de sílabas y fonemas. Específicamente en Humano litoral, para el crítico Cristóbal Garcés Larrea, se “marca la incorporación de Helcías Martán Góngora a la gran poesía negra del Continente americano”, puesto que el hombre negro, sus ancestros y el paisaje tienen una relación simbiótica.
Tomo XII: Antología íntima. Este tomo reúne 47 poemas de la obra de Hugo Salazar Valdés. Esta antología, hecha por el mismo Salazar Valdés poco antes de su muerte, es producto de una revisión minuciosa elaborada con la intención de seleccionar lo mejor de su obra para los lectores, e incluye desde sus primeros poemarios hasta su obra más reciente. [Para consulta abierta en línea, haga clic acá]
Tomo XIII: Obra poética. Este libro está compuesto por los poemarios Cartas del soldado desconocido (1971), Poemas de calle Lomba (1988) y Rumbos (1994-1996). Esta edición está basada en la edición del 2009 de la Universidad de Cartagena. Por último, se presenta un conjunto de comentarios acerca de la obra de Julio Romero por parte de Jaime Jaramillo Escobar, Roberto Burgos Cantor y Hortencia Naizara Rodríguez.
Tomo XIV: Obra poética. Cimarrón en la lluvia. Jornadas del tahúr. Este tomo contiene 84 poemas de dos de las obras de Vanín: Cimarrón en la lluvia (1991) y Jornadas del tahúr (2006), primera y última, respectivamente. Juan Diego Mejía, escritor encargado del prólogo de este tomo, considera que Vanín logra transmitir a los lectores un encantamiento que posiblemente él mismo vivió con su realidad y que luego pensó en contarla a su manera. Lo particular de la obra de Vanín es entonces esa conciencia de ser parte de un pueblo presente en el mundo entero y de las variaciones de significados que puede tener una palabra a la luz de las experiencias de sus ancestros.
Tomo XV: Obra poética. De esta edición forman parte los poemarios, El oscuro sello de Dios (1984-1985), Lunación del amor (1987-1988), En el traspatio del cielo (1993), La estación de la sed (1998) y Sacrificiales (2001-2003). [Para consulta abierta en línea, haga clic acá]
Tomo XVI: Antología de mujeres poetas afrocolombianas. Este tomo incluye la obra de 58 poetas negras colombianas, clasificadas de la siguiente manera: Las pioneras: nacidas antes de 1940 (Teresa Martínez de Varela, Luz Colombia Zarkanchenko de González, Elisa Posada de Pupo, Bertulia Mina Díaz, Lucrecia Panchano); nacidas en la década de 1940 (Ofelia Margarita Benet Robinson, María Teresa Ramírez, Leida Viveros Vigoya, Imelda Mina Díaz, Mary Grueso Romero, Amalia Lú Posso Figueroa, Ana Teresa Mina Díaz); nacidas en la década de 1950 (Laura Victoria Valencia, Colombia Truque Vélez, Hermilda Chavarría Londoño, Muris Cueto Mercado, Sonia Nadhezda Truque, Lya Sierra González, Edelma Zapata Pérez, Nila del Socorro Castillo, Yvonne América Truque, Ruth Patricia Diago, Briceña Corpus Stephens, Jenny de la Torre Córdoba, Alexandra Adress Guzmán, Clara Luz Guerrero Muñoz, Sayly Duque Palacios, Felipa Trifenia Castillo Reina, Sonia Solarte Orejuela); nacidas en la década de 1960 (Julia Simona Guerrero, Mailen Quiñónez, Herminia Macariz Michell, Dionicia Moreno Aguirre, Lyda Cristina López Hernández, Emiliana Bernard Stephenson, Elcina Valencia Córdoba, Ana Milena Lucumí, Marqueta Mckeller, Nidia del Socorro Bejarano Velásquez, Perla de Ébano (Maura Valentina González Quiñónez), Lorena Torres Herrera, Solmery Cásseres Estrada, María de los Ángeles Popov, Nelly Patricia Lerma Rosas); nacidas en la década de 1970 (Dora Isabel Berdugo, Claudia Patricia Silgado, Gudiela Milena Paternina, Tania Maza Chamorro, Yina Pérez Bolívar, Karen Mindy Bowie Consuegra, Eva Durán, Paulina Cuero Valencia, Sobeida Delgado Mina, Yesenia María Escobar) y nacidas en la década de 1980 (Nena Cantillo Atuesta, Kenia Martínez Gómez, Mayra Alejandra Sierra Ruiz, Sindy Cardona Cuello). [Para consulta abierta en línea, haga clic acá]
Rosa Áurea Ferreira analiza dos de los poemas de Lucrecia Panchano, Afrodescendencia y África grita y un poema de Mary Grueso, Negra soy, a partir de la idea de discursos de una condición subordinada, la condición de mujer. Ferreira plantea aquí que algunos de los poemas incluidos en la Antología presentan cuestionamientos a esa condición de subordinación y en el caso de estos dos poemas de Panchano, discuten los modos de producción de hegemonías y subordinaciones y los analiza a partir de la historia.

### Ensayo
Tomo XVII: Ensayos escogidos. Este texto fue recopilado y prologado por Germán Patiño. Esta selección está compuesta por temas generales como Historia (El Chocó en la Independencia de Colombia (1965), Apuntes socioeconómicos del Atrato medio (1961), Un héroe olvidado. José María Cancino (1954) y La fiesta de san Francisco de Asís en Quibdó (1960)); Etnografía (Instrumentos musicales del alto y bajo Chocó (1961), La canoa chocoana en el folclor (1959), Vestidos de trabajo en el alto y bajo Chocó (1961) y Gentilicios africanos del occidente de Colombia (1962)); y Literatura y narración oral (La esclavitud en la María de Jorge Isaacs (1957), Leyendas del alto y bajo Chocó (1959), Autobiografía de un chocoano (1947) y Cantares de los tres ríos (1960)).  [Para consulta abierta en línea, haga clic acá]
Tomo XVIII: Por los senderos de sus ancestros. Textos escogidos: 1940-2000. Los escritos recopilados en este tomo se dividen en tres partes: Primeros textos, de 1940 a 1964 una selección de los trabajos anteriores a Letras Nacionales; De Letras Nacionales y otras fuentes, que comprenden los años 1964 a 1985; y Otros textos, que comprende de 1985 a 2000.  [Para consulta abierta en línea, haga clic acá]

### Narración oral
Tomo VIII: Cuentos para dormir a Isabella. Tradición oral afropacífica colombiana. Este volumen es la continuación de otras iniciativas de realizar compilaciones de relatos orales del Pacífico. El abogado Baudilio Revelo Hurtado, recopilador y prologuista de este tomo, reunió en este tomo relatos producto de varios años de entrevistas con nativos mayores de Nariño, Chocó, Valle del Cauca y Cauca. En ellos se reviven las aventuras del Tío Conejo, con personajes humanos y animales con características antropomorfas. Parte de su intención su intención es buscar un reconocimiento de la diversidad y afianzar la identidad afropacífica a través de relatos recogidos durante diez años y seleccionados por sus contenidos éticos, pedagógicos, cómicos y religiosos.

### Teatro
Tomo IX: Cantos populares de mi tierra. Secundino el zapatero. Secundino el zapatero es una comedia en tres actos de tono costumbrista y moralizante, publicada en 1880. Hace parte de una propuesta estética diferente de Candelario Obeso a la mostrada en su obra prima, y una temática que “de cierta manera sigue en la línea de relación con los gramáticos y filólogos que precisamente tuvieron su época de mayor auge durante el gobierno de la Regeneración” (40). Sin embargo, en Obeso “la cuestión del papel de los artesanos está ligada al reclamo de ciudadanía. Desde esta última retórica era que los sujetos racializados como negros, mulatos y zambos podían articular políticamente sus demandas”.

## Recepción crítica
En 2013, Silvia Valero, de la Universidad de Cartagena, publicó un artículo en la revista Estudios de Literatura Colombiana en el que hacía referencia a los riesgos de incluir toda la producción de autores afrocolombianos dentro de lo que se denomina literatura afrocolombiana. Su trabajo busca analizar el contexto que permitió el surgimiento de dicha categoría, que menciona como ausente hasta el siglo XXI.
Para Valero, la publicación de la Biblioteca de Literatura Afrocolombiana por el Ministerio de Cultura, bajo la dirección de Paula Marcela Moreno en el 2010, fue muestra del respaldo, dentro del ámbito literario colombiano, a la proliferación de denominaciones “afros” que se han venido dando por parte de las instituciones estatales a la literatura escrita por afrodescendientes. En Colombia, esto venía sucediendo desde el 2008 con el primer Encuentro Iberoamericano Agenda Afrodescendiente de las Américas, promovido por la Organización de Estados Iberoamericanos (OEI) y el Ministerio de Cultura de Colombia, que tuvo como objetivo “definir una agenda que contribuya a la valoración y apropiación del patrimonio etno-cultural” de los afrodescendientes”. (25-6)
En este sentido, Valero resalta que la categorización que la crítica ha hecho para diferenciar la producción literaria de escritores afrodescendientes tiende a ser controvertida, ya que la categoría “literatura afrocolombiana” es más una respuesta a las demandas de un campo cultural hegemónico que establece parámetros de significación.

## Divulgación
Se tenía prevista la distribución de 5000 colecciones de la Biblioteca de Literatura Afrocolombiana en todo el país, así como su difusión a través de la Red Nacional de Bibliotecas Públicas, las casas de Cultura, los centros de investigación y el trabajo a través de proyectos comunitarios.
En 2015, al cumplirse 5 años de su publicación, se acordó un relanzamiento desde la Dirección de Poblaciones basado en la ‘Guía de Festival escolar de Literatura Afrocolombiana' para docentes de lengua castellana, de acuerdo con los estándares curriculares del Ministerio de Educación Nacional. El Festival es definido como “la herramienta pedagógica del programa de celebración de los 5 años de la Biblioteca de Literatura Afrocolombiana. El Festival es un proceso de lectura, reflexión, vivencia y apropiación de la Biblioteca de Literatura Afrocolombiana en la asignatura de lengua castellana en octavo grado de secundaria.

## Descripción física
Las portadas son óleos llamados Africali, hechos por José Horacio Martínez, y en ellos se “registra la presencia de los habitantes afrocolombianos en diversos contextos urbanos o paisajísticos. Primero los fotografía, luego los pinta y les asigna individualidad. Sus personajes parecieran estar en perpetua migración, caminan, deambulan sin un rumbo claro, quizás perdidos. Hay en ellos una suerte de desarraigo, sus entornos no los fijan, los hacen ingrávidos. No es difícil ver en estos trayectos y recorridos una alusión probable del viaje sin retorno, la diáspora, el traslado forzado. Pero el color primario, agudo, chillón y explosivo aparenta ser la cara opuesta del extravío”. Este bello gesto muestra la intención de incluir en cada eslabón del proceso editorial la expresión cultural afro.
El tipo de papel utilizado para los tomos de la Biblioteca de Literatura Afrocolombiana es propal-libro de 60 gramos.